# Miss Limburg
Miss Limburg is een jaarlijkse miss-verkiezing in de Belgische provincie Limburg. De winnares verdient automatisch een plaats in de finale van de Miss België-verkiezingen later dat jaar.

## Erelijst
| Jaar | Winnares                  | Stad/Gemeente  | Opmerkingen                 |
| ---- | ------------------------- | -------------- | --------------------------- |
| 2025 | Karen Jansen              | Lommel         | Miss België 2025            |
| 2024 | Guinevere Engelen         | Oud-Rekem      | Miss België-finalist 2024   |
| 2023 | Haifa Salem Ali           | Bilzen         | Top 5 Miss België 2023      |
| 2022 | Silvana Spyros            | Maasmechelen   | 2e eredame Miss België 2022 |
| 2021 | Aïcha Thomis              | Hasselt        |                             |
| 2020 | Nisa Van Baelen           | Tessenderlo    | Top 15 Miss België 2020     |
| 2019 | Chloë Verbeeck            | Heusden-Zolder |                             |
| 2018 | Vanille Seurs             | Hasselt        |                             |
| 2017 | Leentje Jorissen          | Sint-Truiden   | Top 12 Miss België 2017     |
| 2016 | Laurien Bammens (afgezet) | Zonhoven       |                             |
| 2016 | Amy Courtens (nieuwe)     | Hasselt        |                             |
| 2015 | Maxime Daniels            | Herk-de-Stad   |                             |
| 2014 | Carolien Mantels          | Genk           |                             |
| 2013 | Leen Geysen               | Diepenbeek     | Top 5 Miss België 2013      |
| 2012 | Julie Ghoos               | Tessenderlo    |                             |
| 2011 | Marieke Meelberghs        | Beringen       | Top 10 Miss België 2011     |
| 2010 | Ann Alders                | Neerpelt       |                             |
| 2009 | Debbie Vaes               | Sint-Truiden   | 3e eredame Miss België 2009 |
| 2008 | Bo Tijskens               | Bree           |                             |
| 2007 | Sanne Thonnard            | Bocholt        |                             |
| 2006 | Virginie Claes            | Herk-de-Stad   | Miss België 2006            |
| 2005 | Kenza Vanderaerden        | Lummen         | Top 10 Miss België 2005     |
| 2004 | Karen Schreurs            | n.b.           |                             |
| 2003 | Ilse Brugge               | n.b.           |                             |
| 2002 | Ellen Philtjens           | Hasselt        |                             |